# Gipcy
Gipcy è un comune francese di 223 abitanti situato nel dipartimento dell'Allier della regione dell'Alvernia-Rodano-Alpi.
Il territorio comunale è bagnato dalle acque del fiume Ours.

## Società

### Evoluzione demografica
Abitanti censiti